# Вількув (гміна, Опольський повіт)
Гміна Вількув (пол. Gmina Wilków) — сільська гміна у східній Польщі. Належить до Опольського повіту Люблінського воєводства.
Станом на 31 грудня 2011 у гміні проживало 4757 осіб.

## Площа
Згідно з даними за 2007 рік площа гміни становила 79.54 км², у тому числі:
- орні землі — 71 %;
- ліси — 12 %.

Таким чином, площа гміни становить 9.89% площі повіту.

## Населення
Станом на 31 грудня 2011:
| Опис     | Загалом | Загалом | Чоловіки | Чоловіки | Жінки | Жінки |
| -------- | ------- | ------- | -------- | -------- | ----- | ----- |
| одиниця  | осіб    | %       | осіб     | %        | осіб  | %     |
| все      | 4757    | 100     | 2376     | 49.95    | 2381  | 50.05 |
| міське   | 0       | 100     | 0        |          | 0     |       |
| сільське | 4757    | 100     | 2376     | 49.95    | 2381  | 50.05 |

## Сусідні гміни
Гміна Вількув межує з такими гмінами: Хотча, Яновець, Карчміська, Казімеж-Дольни, Лазіська, Пшиленк.